# Muisquismos
Un muisquismo es un vocablo que tiene su origen en el idioma muisca (autoglotónimo muysc cubun) o en otras lenguas chibchas de la región cundiboyacense, y que fue tomado para uso cotidiano por el español mediante préstamo lingüístico.
Pese a la imposición del castellano (sucubun), el muysccubun u otras como lengua de sustrato se adaptó a la fonología del español y dejó su huella en el habla de gran parte de los habitantes del Altiplano cundiboyacense en relación con topónimos, antropónimos, verbos, y sustantivos en general, que son los que ahora son calificados de muisquismos.

## Topónimos
El campo en el que las lenguas de sustrato mantienen mayor vigencia, puesto que pueden pervivir por siglos aunque están sujetas a cambios de varios tipo, son la toponimia mayor y menor. Centenares de nombres de actuales poblaciones, veredas, barrios, montañas, ríos, quebradas entre otros de la región cundiboyacense son muisquismos (de origen Chibcha), empezando por la capital de Colombia: Bogotá y la del departamento de 
Boyacá: Tunja.
Algunos topónimos:
| Topónimo muisca                                     | Topónimo actual (muisquismo) | Morfología                                                                                      | Ejemplo                                                                               |
| --------------------------------------------------- | ---------------------------- | ----------------------------------------------------------------------------------------------- | ------------------------------------------------------------------------------------- |
| Muyquyta (Posteriormente Muequetá y Bacatá)         | Bogotá                       | muyquy (campo), ta (labranza)                                                                   | cha Muyquyta gue (yo soy de Bogotá)                                                   |
| Chunsa (Posteriormente Hunza)                       | Tunja                        | chunsua, chunso (santuario, ídolo)                                                              | ieChunsa chibtequesuca (ya nos vamos acercando a Tunja)                               |
| Suba (Probablemente Zuba /tʂuβa/)                   | Suba                         | z- (prefijo de la primera persona del singular.), uba (rostro, fruto, grano de semilla)         | cha Suba gue (yo soy de Suba)                                                         |
| Yntyba (Posteriormente Hyntiba, Hontybón y Ontibón) | Fontibón                     | yn (le, lo, la), tyba (compañero, noción de color amarillo)                                     | Yntyb gue (es natural de Fontibón)                                                    |
| Gota                                                | Cota                         | Probablemente cota (crespo, cosa crespa), aunque pudo haber sido un nombre propio independiente | ¿Gotan nyquys Chunsa chungaz chue fiua? (desde Cota hasta Tunja ¿cuántas leguas hay?) |

## Antropónimos
La antroponimia, o estudio de los nombres de las personas, muestra centenares de apellidos que han sufrido el mismo proceso de acomodo a la fonología del español.

### Nombres de autoridades muiscas
Ciasua: (Siasua) Cacique de Suba en 1563 (Proceso Ubaque).
Chasquechusa: Capitán de Bogotá en 1563 (Proceso Ubaque).
Chicha: Uno de los mensajeros del cacique de Ubaque que en 1563 fue a invitar a Ciasua, cacique de Suba. (Proceso Ubaque).
Chichituba: Uno de los mensajeros del cacique de Ubaque en 1563 (Proceso Ubaque).
Chiguatyba: (Riguatiba, Chiguatiba, Chivatuba). Padre del cacique de Hontivón (Fontibón) en 1563 (Proceso Ubaque).
Sacaca: Cacique de Tibaquy (Tibacuy) en 1563.
Tubaytuba: (Tuba y tuba) Cacique de Queca en 1563 (Proceso Ubaque).
Tiuqui: "Mayordomo" o "principal" del Cacique de Ubaque, que fue a Fontibón a invitar a su cacique.
Ubaque: Cacique de Ubaque en 1563 (Proceso Ubaque).
Xaguara: (Saguara) Cacique de Tuna en 1563 (Proceso Ubaque).

### Apellidos de origen muisca
Tunja:
- Tibambre

- Tibocha

- Tibaque

- Piracoca

- Ajiaco

- Quemba

- Yanquén

- Tibatá

- Soaquira

- Zaquencipá

- Soracipa

- Tocarruncho

- Piraquive

- Guacaneme

Bogotá:
- Tunjo

- Chiguazuque

- Neuta

- Fitatá

- Fontiba

- Chía

- Tibacuy

- Tiguaque

- Chipatecua

- Quinchanegua

Suba:
- Yopasá

- Nivia

- Niviayo

Guasca:
- Botiva

- Caita

- Cajicá

- Cusaria

- Gantiba

- Neuta

- Quinche

- Ubaque

- Umba

## Verbos
| Muisquismo         | Significado               | Etimología                        | Nota / Ejemplo                                                                            |
| ------------------ | ------------------------- | --------------------------------- | ----------------------------------------------------------------------------------------- |
| Deque              | Alcance o acerque         | -tequesuca (acercarse a un lugar) | Se ha registrado su uso en Tibirita y Manta, Cundinamarca, y en Tibaná y Duitama, Boyacá. |
| Esjicar / desficar | Quitar hojas de la caña.  | fica (hoja del maíz)              | En el Valle de Tenza se le dice "jica" a la hoja del maíz y a la de la caña de azúcar.    |
| Jutear / futear    | Podrirse                  | -futynsuca (podrirse alguna cosa) | La mazorca empezó a futear                                                                |
| Totear             | Reventar                  | btohotysuca (reventar)            | Vamos a totearle los huevos encima                                                        |
| Uchar              | Alentar un perro a ladrar | uzû (imperativo de decir)         | Cuando llegué me ucharon los perros                                                       |

## Otros
| Muisquismo | Significado                   | Etimología                       | Ejemplo                              |
| ---------- | ----------------------------- | -------------------------------- | ------------------------------------ |
| Chisa      | Larva "Coleoptera"            | zisa (larva del escarabajo)      | Encontré una chisa en el jardín      |
| Jute       | Podrido                       | futynsuca (podrirse alguna cosa) | La papa está jute                    |
| Quincha    | Aves "Trochilinae", colibrí   | quynza (colibrí, tominejo)       | ¡Esa quincha vuela muy rápido        |
| Tote       | Objeto que revienta           | btohotysuca (reventar)           | ¡Vamos a totearle los huevos encima! |
| Chugua     | Tubérculo "Ullucus tuberosus" | chuguansuca (resbalar)           | ¿Ya le puso las chuguas al cocido?   |

## Diccionario de muisquismos
Desde el año 2010 hasta el presente a través del portal web del Grupo de Investigación Muysc cubun, es posible consultar el Diccionario de Muisquismos, una herramienta lexicográfica elaborada por el antropólogo Diego Fernando Gómez Aldana y el lingüista José Manuel Gómez, la cual incluye más de 100 términos relacionados con la lengua muisca o muysc cubun (aún en uso o ya desuso) y que puede proporcionar mayor información investigativa, intercultural, documental y de campo, acerca de las permanencias no solo léxicas sino culturales, alimenticias, mitológicas, entre otras, de nuestros ancestros muiscas en cada uno de nosotros hasta hoy.